# Море (судостроительный завод)
«Море» — судостроительный завод в Крыму, на восточном побережье Феодосийского залива,  в посёлке Приморский под Феодосией. Компания специализируется на производстве скоростных кораблей и судов с динамическими принципами поддержания (суда на подводных крыльях, суда на воздушной подушке, суда на каверне, глиссирующие суда), а также прогулочных яхт и катеров с корпусами из алюминиево-магниевых сплавов. С 2016 по 31.12.2020 находилось в аренде у Ленинградского судостроительного завода Пелла. В марте 2022 передано из Ростеха в АО «Объединенная судостроительная корпорация» (ОСК).

## История деятельности
5 октября 1938 года вышло постановление Правительства СССР о создании судостроительного завода «Южная точка» восточнее Феодосии.
В 1938 году возле небольших сёл Дальние Камыши и Хафуз началось строительство судостроительного завода и рабочего посёлка под названием Южная Точка. Сегодня этот завод носит название Феодосийское ПО «Море».
В Великую Отечественную войну завод был полностью разрушен. Практически сразу после освобождения Феодосии от фашистов началось восстановление завода. Окончательно основной профиль завода — производство скоростных кораблей и судов из лёгких сплавов, — был определён в 1947 году.
Позднее завод становится основным производителем судов на подводных крыльях (СПК). В 1970 году начинается новый этап истории деятельности завода — на заводе «Море» начинается строительство кораблей на воздушной подушке (КВП).

### Военное судостроение

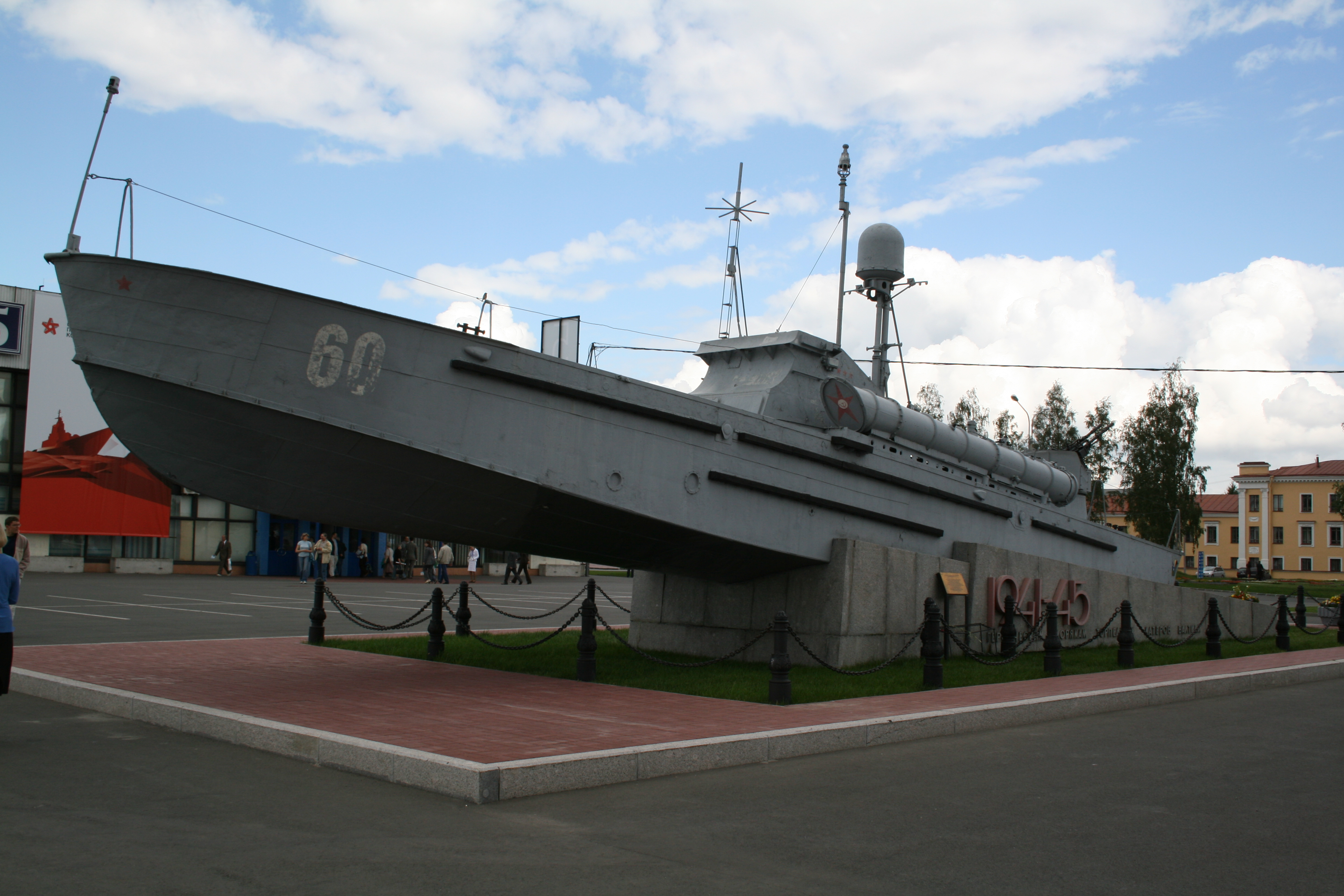
Торпедный катер-памятник проекта 123К «Комсомолец»

В 1940−1950-е годы завод построил более 200 торпедных катеров «Комсомолец».
В 1956 году на заводе построен торпедный катер на подводных крыльях (КПК) проекта 184, в 1960 году построены два торпедных катера на подводных крыльях проекта 125, в 1963−1966 гг. на ФСК «Море» строился быстроходный сторожевой пограничный катер проекта 125А. С 1969 года по сегодняшний день строятся патрульно-полицейские катера проекта 1400 «Гриф».
В 1970-е — 1980-е годы строились пограничные КПК «Антарес». С 80-х годов строятся малые противолодочные КПК «Сокол».

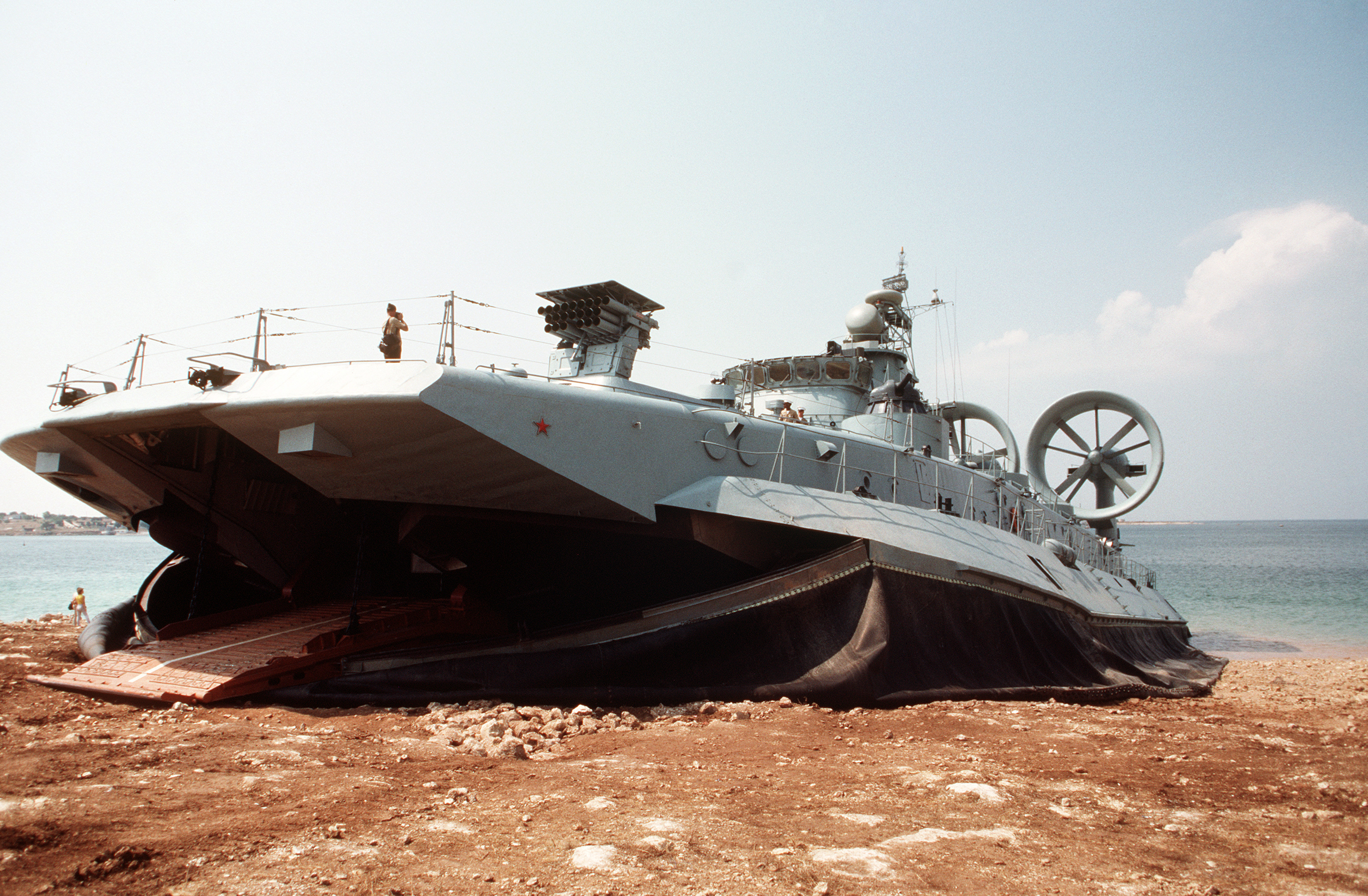
«Зубр» берёт на борт 150 т груза или 500 человек десанта.

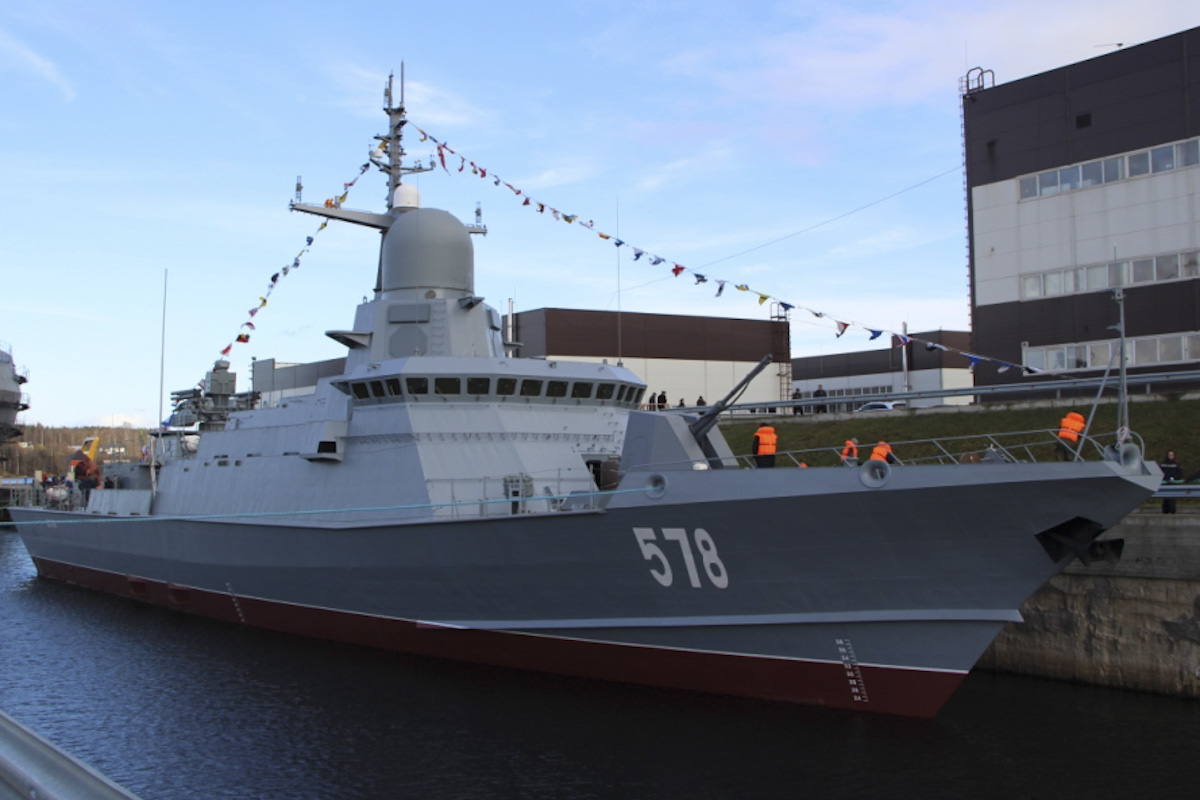
МРК проекта 22800

С середины 80-х строятся десантные КВП амфибийного типа «Зубр».
В 70-е — 80-е ПО «Море» выпускались десантно-штурмовые КВП проекта 1205 «Скат», десантные КВП проекта 1209 «Омар» и проекта 1206 «Кальмар», ракетно-артиллерийский КВП проекта 1238 «Касатка» и рейдовый тральщик на ВП проекта 1206Т «Кальмар-Т».
В период 2000—2002 гг. компания выполнила заказ ВМФ Греции на изготовление МД КВП «Зубр».
В конце 2003 года заложен в стапель быстроходный патрульный катер проекта «Гриф-Т», который был поставлен заказчику в 2004 году.

### История гражданского судостроения

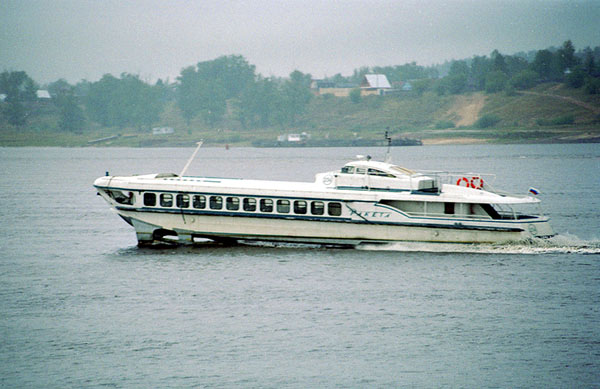
«Ракета»

С 1959 по 1976 год на ФСК «Море» строятся пассажирские суда на подводных крыльях «Ракета». Всего было построено 389 «Ракет», в том числе 32 на экспорт.

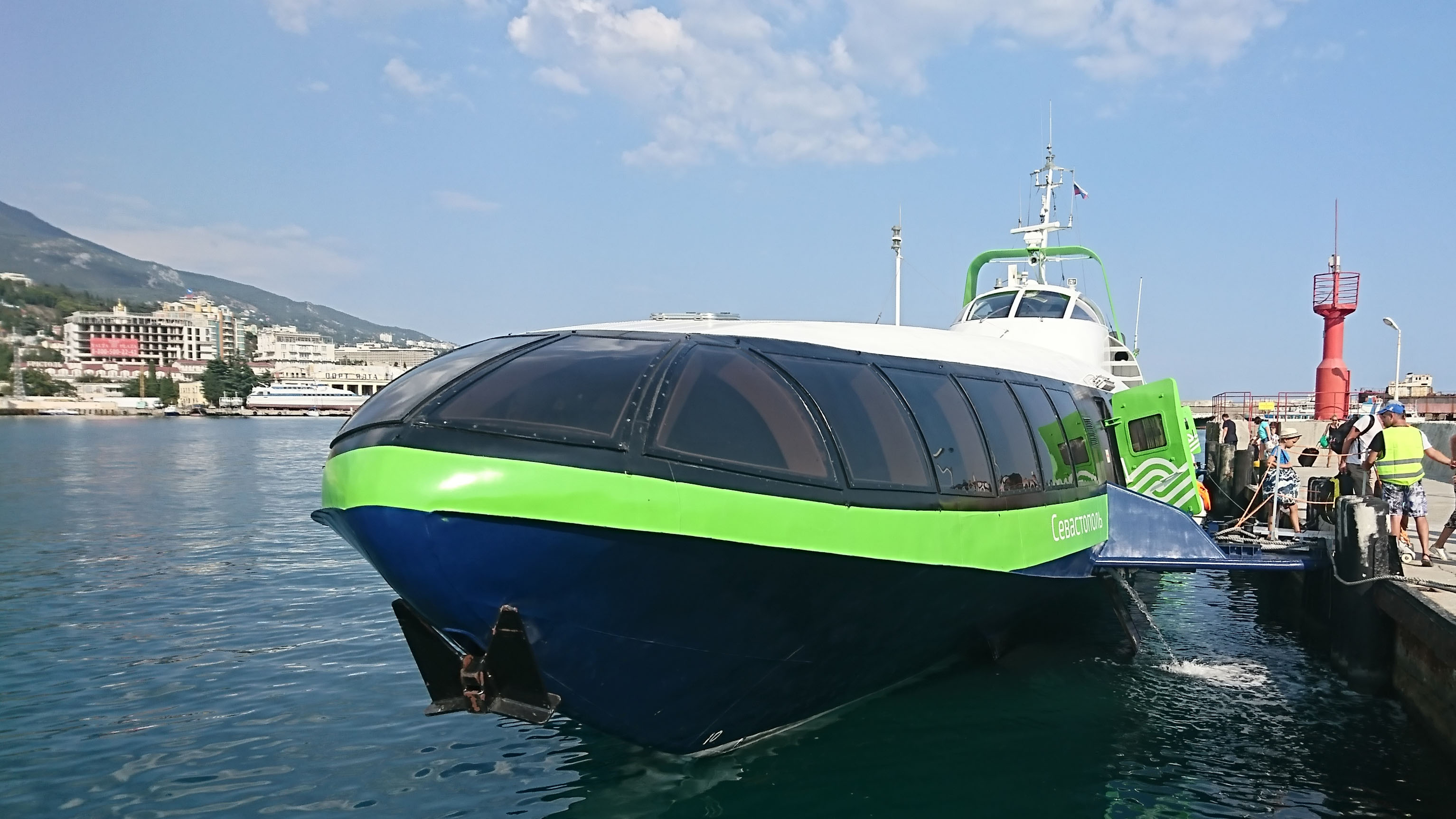
«Комета 120М»

В 1965−1980 годах строятся морские СПК «Комета». Всего было построено 86 «Комет», в том числе 34 на экспорт.

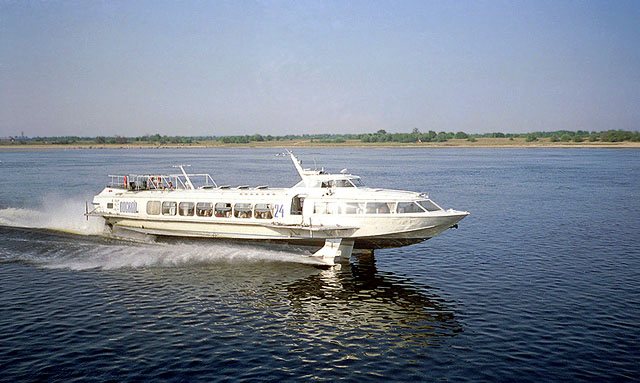
«Восход-2»

 В 1976 году на смену «Ракете» пришёл речной СПК «Восход-2». Всего с 1976 по 1992 год было построено 156 теплоходов «Восход-2». С 1992 по 2002 год строились морские СПК «Восход-2М».
СПК «Еврофойл» — модификация морского-речного СПК «Восход». Одновинтовое однопалубное пассажирское судно на подводных крыльях с кормовым расположением энергетической установки и носовым подруливающим устройством. Судно предназначено для эксплуатации на каналах, реках и озёрах в светлое время суток в районах с умеренным климатом.
| «Еврофойл»                             |      |
| -------------------------------------- | ---- |
| Длина, м                               | 27,7 |
| Ширина, м                              | 6,8  |
| Высота корпуса наибольшая (с рубкой)   | 4,14 |
| Высота габаритная (с мачтой), м        | 6,74 |
| Осадка габаритная по гребному винту, м | 2,1  |
| Осадка при ходе на крыльях, м          | 1,2  |
| Скорость, км/ч                         | 60   |
| Пассажиры                              | 73   |
| Экипаж                                 | 2    |
| Дальность плавания, км                 | 450  |

В 1986 году был спущен на воду морской газотурбоход на ПК «Циклон». В 1990-х годах строились морские СПК «Олимпия», предназначенные для скоростных пассажирских перевозок, в том числе и в тёмное время суток.

## 1991—2014

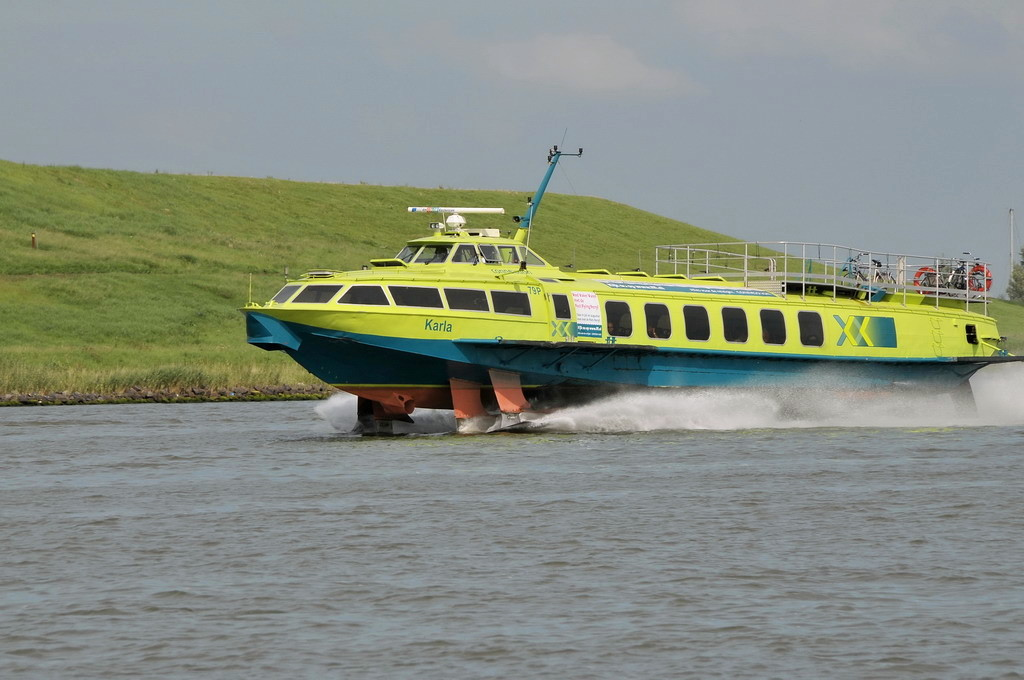
СПК «Еврофойл» работает в Северном море

С 1994 года строятся универсальные катера с водомётным движителем «Калкан». «Калкан» имеет осадку всего 0,6 м и предназначается для службы на реках, озёрах и прибрежной части морей. У катера имеется ряд модификаций.
В 1999 году по технологической документации и при техническом содействии ФСК «Море» на заводе «Башон» (Хошимин, СРВ) был построен быстроходный катер экологического контроля VIT 2500. Также, ФСК «Море» успешно сотрудничает с судостроительными фирмами различных государств по изготовлению устройств морской тематики.
В 2000 году сдан заказчику головной многоцелевой быстроходный катер проекта «Кафа 2400». Одной из последних разработок является катер из стеклопластика с воздушной каверной «Катран» (скорость хода — 38 узлов, пассажировместимость — 3−5 человек, дальность плавания — 250 миль).
В 2001 году по проекту известной компании «MTD» (Санкт-Петербург) был построен многоцелевой водомётный катер «Кафа-1350». ъВ 2002 году налажено серийное производство быстроходных катеров проекта конструктора В. И. Нелипы «Крым-6М» и его модификаций.
В 2002 году сданы заказчику СПК проекта «Восход» и его модификации.
В 2009 году Украиной подписан контракт на сотни миллионов долларов на поставку в КНР КВП амфибийного типа «Зубр» и продажу технической документации на них. В связи с этим «Рособоронэкспорт» выступил с протестом, заявив, что продажа документации незаконна, так как это нарушает интеллектуальную собственность России (проект был разработан в Ленинграде в ЦМКБ «Алмаз»). В 2012 году один из кораблей был передан заказчику, при строительстве второго произошло ЧП: из-за нарушений технологии и износа оборудования уже готовый корпус упал при съёме со стапеля, погибли двое рабочих.

## 2014 — настоящее время
В 2014 году, после непризнанной аннексии Крыма Россией марте 2014 года, завод был переименован новыми российскими властями в ФГУП Судостроительный завод «Море».
Начата модернизация завода, первый этап которой закончился в 2016 году.
По словам директора завода Олега Зачиняева, заключены и первые контракты, которые обеспечат предприятию загрузку до 2018 года. На заводе размещаются оборонные и гражданские (туристические катера на подводных крыльях) заказы (к примеру, начато строительство водолазного катера). 
10 мая 2016 года заложен первый малый ракетный корабль проекта 22800 «Шторм» для российского Черноморского флота.
15 ноября 2016 года было объявлено о передаче завода в аренду заводу «Пелла» до конца 2020 года.
17 марта 2017 года заложен второй малый ракетный корабль проекта 22800 «Охотск» для российского Черноморского флота.
19 декабря 2017 года заложен третий малый ракетный корабль проекта 22800 «Вихрь» для российского Черноморского флота.
В 2019 году ФГУП «Судостроительный завод «Море» в соответствии с Указом Президента Российской Федерации и согласно Распоряжению Правительства Российской Федерации путем реорганизации преобразовано в АО «Судостроительный завод «Море» и интегрировано в Государственную корпорацию «Ростех». Это позволило заводу избежать ряда сложностей при выполнении заказов по строительству кораблей и судов.
По соглашению с рыбинским судостроительным заводом «Вымпел» с 2020 года на заводе осуществляется производство судов на подводных крыльях «Комета 120М» (до навигационного сезона 2021 года  произведено два судна; в 2023 г. ещё одно).
В марте 2022 года АО «Судостроительный завод «Море» вошло в состав профильного АО «Объединенная судостроительная корпорация», что, должно дать новый импульс развитию завода.
В планах у предприятия проведение работ по модернизации судоподъемных мощностей и дноуглублению, что позволит расширить номенклатуру строящихся заказов. Идет проработка планов технологического развития, формирования портфеля заказов на долгосрочную перспективу, в том числе строительство рыболовецких сейнеров, возобновление строительства скоростных пассажирских судов и других перспективных направлений.
Санкции
1 сентября 2016 года завод был включён в санкционный список США из-за причастности России к украинскому конфликту.
8 апреля 2022 года, на фоне вторжения России на Украину, завод был включен в санкционный список стран Евросоюза, так как он «несет ответственность за материальную или финансовую поддержку действий, которые подрывают или угрожают территориальной целостности, суверенитету и независимости Украины». Также Евросоюз отмечает что право собственности на завод было передано в нарушении украинского законодательства, кроме того завод построил для России корветы проекта 22800, «что способствовало милитаризации незаконно аннексированного Крыма. Также ими вменяется, что в логотипе компании используется символ "Z", который используется Россией для пропаганды неспровоцированной военной агрессии России против Украины».
7 октября 2022 года завод включён в санкционный список Японии «в ответ на псевдореферендумы на оккупированных украинских территориях»; также, по аналогичным основаниям, завод находится под санкциями Украины и Швейцарии.